# Jeremy Stephens
Jeremy Dean Stephens,, född 26 maj 1986 i Des Moines, Iowa, är en amerikansk MMA-utövare som sedan 2007 tävlar i organisationen Ultimate Fighting Championship.